# Vojtech Jankovič
Vojtech Jankovič (24. září 1928 – 24. února 1993) byl slovenský fotbalista, obránce, reprezentant Československa. Za československou reprezentaci odehrál roku 1957 jedno utkání (zápas Mezinárodního poháru s Rakouskem), 6x startoval v reprezentačním B-mužstvu. V lize odehrál 269 utkání a dal 3 góly. Hrál za Slovenu Žilina (1948–1950, 1954), ATK Praha (1950–1952) a Slovan Bratislava (1955–1964), s nímž získal roku 1955 titul mistra republiky a dvakrát československý pohár (1962, 1963). 7x startoval v evropských pohárech.